# エトロフウミスズメ
エトロフウミスズメ（択捉海雀、学名： Aethia cristatella） は、チドリ目ウミスズメ科に分類される海鳥の一種。

## 形態
体長は25cmほどで、首やくちばしが短くずんぐりした体型をしている。額から長い冠羽が突き出ており、目の後ろには細くて白い飾り羽もある。目は瞳が小さく、虹彩が白くて広い。顔以外の全身は灰黒色の羽毛に覆われるが、腹部はやや淡色である。夏羽ではくちばしが朱色になり冠羽が太くなるが、冬羽ではくちばしが褐色で、冠羽も細い。若鳥には冠羽も白い飾り羽もない。

## 分布
オホーツク海、ベーリング海を中心に北太平洋に分布し、千島列島、アリューシャン列島、カムチャツカ半島、樺太で繁殖する。
日本では繁殖はしていない。冬鳥として北日本の洋上に渡来するが、年によって渡来数に差がある。

## 生態
水面では首を縮めて浮かんでいることが多い。大きな群れを作る習性があり、数千羽以上の群れとなることも多い。夜間、漁船の灯火に群がることもある。
繁殖地では海岸の崖に大規模な集団繁殖地（コロニー）を作るが、このときコロニー周辺ではタンジェリンに似た柑橘系の匂いがする。コロニーにはコウミスズメが混じることもある。
潜水してケンミジンコやオキアミ、端脚類、小魚などのプランクトンを捕食する。天敵はセグロカモメなどのカモメ類だが、潜水中に捕食されたかオヒョウの胃の中から出てきた記録もある、また、繁殖地ではホッキョクギツネやワタリガラスなども敵となる。

## 保全状況評価
- LEAST CONCERN (IUCN Red List Ver. 3.1 (2001))